# Altdeutsche Textbibliothek
Die Altdeutsche Textbibliothek (kurz ATB) ist eine von Hermann Paul begründete Editionsreihe mittelhochdeutscher Texte. Die Reihe wurde fortgeführt durch Georg Baesecke und Hugo Kuhn und wird heute von Christian Kiening herausgegeben. Zu den ersten Ausgaben zählten die Gedichte Walthers von der Vogelweide (ATB 1), Hartmann von Aues Gregorius (ATB 2) und sein Armer Heinrich (ATB 3). Die orange-braun broschierten Bände erschienen im Max Niemeyer Verlag, bis dieser ab 2006 als Imprint vollständig in das Programm des Berliner Wissenschaftsverlags de Gruyter integriert wurde. Neuerscheinungen und Neuausgaben erscheinen nunmehr in neuem grau-weinrotem Layout mit der Verlagsangabe de Gruyter. Die Titel werden parallel zu den Printausgaben auch als E-Book angeboten. Die Ausgaben werden jeweils von versierten Altgermanisten verantwortet.

## Editionsverlauf
Im Max Niemeyer Verlag in Halle/Saale erschienen die Bände 1 (1882) bis 43 (1955) mit Unterbrechung für die Jahre 1939–1952. 1955 erfolgte der Umzug des Verlages nach Tübingen, der die Reihe mit fortsetzender Nummerierung weiterführt. Die Reihe umfasst inzwischen über 120 Bände.
Je nach dem Fortschritt der Editionswissenschaft und dem Bekanntwerden neuer Textzeugen erscheinen auch Neubearbeitungen älterer Editionen.
1963 startete der Verlag eine „Ergänzungsreihe“ zum Thema Gottesfreundliteratur.